# Calliostoma vicdani
Calliostoma vicdani is een slakkensoort uit de familie van de Calliostomatidae. De wetenschappelijke naam van de soort is voor het eerst geldig gepubliceerd in 1984 door Kosuge.